# Río Chepu
El río Chepu es un curso natural de agua del sur de Chile que nace en la confluencia de los ríos Puntra y Grande o Butalcura y desemboca en el océano Pacífico, en la costa occidental de la isla de Chiloé. Se localiza en la comuna de Ancud.

## Trayecto
A pesar de su corto trayecto de solo 5,5 km, el Chepu drena una cuenca de 1020 km², la mayor de la isla de Chiloé.
El plan estratégico de gestión hídrica lo nombra río Grande en su nacimiento en la vertiente oriental de la cordillera del Piuchén para luego cambiar su nombre a río Butalcura tras la confluencia con el cauce de dicho nombre, para finalmente denominarse río Chepu.: 42 

## Caudal y régimen
El río Chepu tiene un caudal medio anual de 25 m³/s.
El siguiente diagrama muestra las curvas de variación estacional del rio Carihueico o Grande, afluente del Chepu.

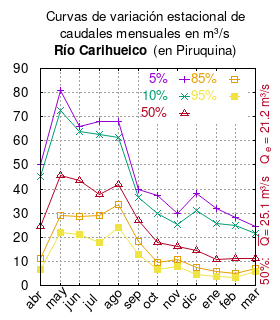
Curva de variación estacional del río Carihueico.

El caudal del río (en un lugar fijo) varía en el tiempo, por lo que existen varias formas de representarlo. Una de ellas son las curvas de variación estacional que, tras largos periodos de mediciones, predicen estadísticamente el caudal mínimo que lleva el río con una probabilidad dada, llamada probabilidad de excedencia. La curva de color rojo ocre (con {\displaystyle {\color {Red}\vartriangle }}) muestra los caudales mensuales con probabilidad de excedencia de un 50%. Esto quiere decir que ese mes se han medido igual cantidad de caudales mayores que caudales menores a esa cantidad. Eso es la mediana (estadística), que se denota Qe, de la serie de caudales de ese mes. La media (estadística) es el promedio matemático de los caudales de ese mes y se denota {\displaystyle {\overline {Q}}}. 
Una vez calculados para cada mes, ambos valores son calculados para todo el año y pueden ser leídos en la columna vertical al lado derecho del diagrama. El significado de la probabilidad de excedencia del 5% es que, estadísticamente, el caudal es mayor solo una vez cada 20 años, el de 10% una vez cada 10 años, el de 20% una vez cada 5 años, el de 85% quince veces cada 16 años y la de 95% diecisiete veces cada 18 años. Dicho de otra forma, el 5% es el caudal de años extremadamente lluviosos, el 95% es el caudal de años extremadamente secos. De la estación de las crecidas puede deducirse si el caudal depende de las lluvias (mayo-julio) o del derretimiento de las nieves (septiembre-enero).

## Historia
Ramón Serrano Montaner describe en 1891 el río para los navegantes que deben reconocer la costa oeste de Chiloé en su "Derrotero":
Río Chepu.—Este rio desemboca a 9 millas al N N O. del cabo Matalqui. Su ria mide como 6 millas de N O. a S E.; es navegable i de igual manera parte del rio; pero su desembocadura es brava i ordinariamente inaccesible para toda clase de embarcaciones. Sin embargo, se cita el caso de que botes de buques náufragos han penetrado en el Chepu con buena fortuna. Este rio es probablemente uno de los mayores de la isla Grande de Chiloé. Los terrenos que espaldean a Chepu son bajos, boscosos i con algunos pobladores que se ocupan de la ganadería i del cultivo en pequeño.
Francisco Solano Asta-Buruaga y Cienfuegos escribió en 1899 en su obra póstuma Diccionario Geográfico de la República de Chile sobre el río:
Chepú.-—Río de corto curso y caudal del departamento de Ancud en la isla de Chiloé. Se forma de varios arroyos de las alturas selvosas que se hallan como á 30 kilómetros hacia el SO. de su capital Ancud. Corre inclinado al NO. á desembocar en la costa occidental de la misma isla por los 42° 04' Lat. y 74° 03' Lon., en el cabo de Matalqui, al N., y Cocotué, al S. Tiene barra somera á su boca, pero dentro de ella forma una ría ancha y navegable por más de 12 kilómetros. Sus márgenes y riberas contienen buenos terrenos.
Luis Risopatrón lo describe en su Diccionario Jeográfico de Chile (1924):: 194 
Chepu (Río). Formado por varios ríos caudalosos, que tienen sus orígenes en la espesura de los bosques de la parte NW de la isla de Chiloé, es famoso por la abundancia de róbalos; corre al W, baña el fundo de aquel nombre, es navegable por pequeños botes, bongos i canoas en una ría de 11 km i desemboca en el mar con una anchura de 150 m en verano i más en invierno. Vacia unos 20 m³ de agua por segundo en término medio i en su boca existe un balseo, la que es brava e innaccesible ordinariamente desde el Océano; su largo total es de 65 km i su hoya hidrográfica de 1330 km² de superficie.

## Población, economía y ecología
Los Humedales de la cuenca de Chepu han sido declarados Santuario de la Naturaleza. En total son cerca de 2900 hectáreas ubicadas en las comunas de Ancud y Dalcahue
A orillas del río Carihueico (o Grande) funciona la central hidroeléctrica de pasada Piruquina, con una capacidad instalada de 7,6 MW y una generación media anual de 30,4 GWh, la primera construida en la isla de Chiloé.
SERNATUR lo describe como:
Corre por el valle del mismo nombre. Navegable hasta su desembocadura, y apto para la pesca deportiva tanto de trolling como de caña tradicional, encontrándose especies como el salmón fario, trucha de río , robalo y corvina. Desemboca en el Océano Pacífico formando en sus contorno amplias playas de grandes arenales. Hacia el interior del río, se encuentra una hermosa laguna de gran vegetación que permite la observación de una rica variedad de aves.